# Mulaguntapadu
Mulaguntapadu es una ciudad censal situada en el distrito de Prakasam en el estado de Andhra Pradesh (India). Su población es de 7145 habitantes (2011). Se encuentra a 167 km de Vijayawada y a 134 km de Guntur. 

## Demografía
Según el censo de 2011 la población de Mulaguntapadu era de 7145 habitantes, de los cuales 3650 eran hombres y 3495 eran mujeres. Mulaguntapadu tiene una tasa media de alfabetización del 81,20%, superior a la media estatal del 67,02%: la alfabetización masculina es del 88,25%, y la alfabetización femenina del 73,92%.